# زمان شرق آفریقا
| سیاه    | یوتی‌سی ۱:۰۰-: زمان کیپ ورد                                                                       |
| سبز     | ساعت هماهنگ جهانی: ساعت گرینویچ                                                                  |
| آبی     | یوتی‌سی ۱:۰۰+: زمان اروپای مرکزی · زمان غرب آفریقا                                                |
| قرمز    | یوتی‌سی ۲:۰۰+: زمان شرق اروپا · زمان آفریقای مرکزی · ساعت رسمی مصر · زمان استاندارد آفریقای جنوبی |
| زرد     | یوتی‌سی ۳:۰۰+: زمان شرق آفریقا                                                                    |
| خاکستری | یوتی‌سی ۴:۰۰+: زمان موریس · زمان سیشل                                                             |

زمان شرق آفریقا (انگلیسی: East Africa Time) یا EAT، یک منطقه زمانی مورد استفاده در شرق آفریقا است. این منطقهٔ زمانی، سه ساعت جلوتر از یوتی‌سی (UTC+3)، همانند زمان استاندارد عربی، و ساعت تابستانی اروپای شرقی است.
از آنجا که این منطقه زمانی عمدتاً در منطقه استوایی قرار گرفته است، میزان طول روز در طی سال، تغییر قابل توجهی ندارد. از این رو نیاز به ساعت تابستانی مشاهده نمی‌شود.
وقت شرق آفریقا در کشورهای زیر استفاده می‌شود:
- کومور
- جیبوتی
- اریتره
- اتیوپی
- کنیا
- ماداگاسکار
- سومالی
- سودان جنوبی
- سودان
- تانزانیا
- اوگاندا